# Reserva Natural Nacional de Wolong
A Reserva Natural Nacional de Wolong (chinês tradicional: 臥龍自然保護區, chinês simplificado: 卧龙自然保护区, pinyin: Wòlóng Zìránbǎohùqū) é uma área protegida localizada em Wenchuan, na província de Sichuan, na República Popular da China. Estabelecida em 1963, a reserva cobre uma área de cerca de 200 mil hectares na região das montanhas de Qionglai. Existem mais de quatro mil espécies diferentes até agora registadas dentro do perímetro da reserva. Esta reserva natural nacional é também a casa de mais de 150 pandas gigantes, uma espécie em vias de extinção, e de muitas outras espécies ameaçadas, incluindo os pandas vermelhos, os macacos dourados, veados e muitas plantas. Esta área recebe cerca de 100 mil visitantes todos os anos.

## Localização
Um córrego de montanha corre através do vale de Wolong (onde a reserva se situa); o córrego é fortemente cercado por pedregulhos e pedras arredondadas. As águas do córrego são bastante alcalinas com níveis de pH na gama de 8,91. A turbidez da qualidade de água é bastante elevada devido à areia extensiva e à mineração do cascalho no córrego.
De acordo com uma pesquisa realizada em 2001 pelo Dr. Jianguo Liu, da Michigan State University, a taxa de destruição da reserva é maior após a criação da reserva do que antes de sua criação. Usando imagens de satélite da NASA e registos de população, a equipa de pesquisa de Liu concluiu que, devido ao turismo e ao aumento da população local, a reserva está a enfrentar uma ameaça sem precedentes. "Os turistas não pensam que eles têm um impacto no habitat do panda, mas indiretamente cada visitante tem algum impacto", disse Liu. "Nós não nos vemos como uma força destrutiva, mas nós somos."

## Fauna
A panda gigante é a espécie mais famosa da reserva. Outros típicos carnívoros maiores são os leopardos, os cães selvagens asiáticos, os ursos negros asiáticos, os gatos dourados asiáticos, os pandas vermelhos e os texugos. Os mamíferos de casco são representados pelo javali selvagem, pelo veado almiscarado, pelo capricornis do continente, gorales chineses, cervos e cervos do sambar. Outros mamíferos visíveis incluem macacos de nariz dourado, macacos tibetanos, esquilos voadores de dentes complexos, ratos de bambu e porcos-espinhos. Como a reserva é constituída por altitudes diferentes, esta inclui zonas climáticas tropicais e temperadas que abrigam espécies típicas dos trópicos, como leopardos nublados e veados sambar, bem como espécies de regiões temperadas, como veados brancos, leopardos das neves e linces do Turquestão.